# جورج إل جونسون
جورج إل جونسون (بالإنجليزية: George L. Johnson)‏ مواليد 8 ديسمبر 1956 في بروكلين، هو لاعب كرة سلة أمريكي معتزل. بدأ مسيرته الاحترافية في سنة 1978. تم اختياره من قبل فريق ميلووكي باكز خلال الدرافت. يبلغ طوله 6 قدم 7 بوصة (2.0 م). اعتزل اللعب في 1992. أحرز خلال مسيرته في الإن بي إيه 4214 نقطة بمعدل 9.1 نقاط في المباراة الواحدة.

## المسيرة الاحترافية
لعب مع ميلووكي باكز في موسم 1978–1979، ثم لعب مع دنفر ناغتس في موسم 1979–1980، ثم لعب مع إنديانا بايسرز من سنة 1980 إلى 1984، ثم لعب مع فيلادلفيا سفنتي سيكسرز في موسم 1984–1985، ثم لعب مع واشنطن ويزاردز في سنة 1985، ثم لعب مع غوريتسيا في سنة 1989، ثم لعب مع سانت جوسيب في الدوري الإسباني من سنة 1989 إلى 1991.

## روابط خارجية
- جورج إل جونسون على موقع إن بي أي (الإنجليزية)
- جورج إل جونسون على موقع سبورتس رفرنس (الإنجليزية)
- جورج إل جونسون على موقع الدوري الإسباني لكرة السلة (الإسبانية)
- جورج إل جونسون على موقع كلية كرة السلة في سبورتس رفرنس.كوم (الإنجليزية)
- جورج إل جونسون على موقع ريلجم (الإنجليزية)
- جورج إل جونسون على موقع بروبوليرز (الإنجليزية)
- جورج إل جونسون على موقع سبورتس رفرنس (الإنجليزية)